# Alternativas Económicas
Alternativas Económicas és una revista d'informació econòmica amb seu a Barcelona que es va publicar per primera vegada l'1 de març de 2013, editada per la cooperativa Alternativas Económicas SCCL. La revista existeix en versió impresa, amb periodicitat mensual, que es compra en quioscs i llibreries, i en versió digital, d'accés restringit als subscriptors, encara que oberta a blogs d'accés lliure de redactors i firmes convidades.
La publicació, de 68 pàgines, està dirigida pel periodista Andreu Missé, que anteriorment havia treballat a El Periódico de Catalunya i El País, diari amb el qual va ser delegat a Brussel·les i sotsdirector a Barcelona i redactor en cap d'Economia a Madrid.

## Història
La revista va sorgir en plena caiguda de la premsa escrita tradicional, en paral·lel al naixement de petits projectes liderats per periodistes. Els fundadors van triar l'estructura de cooperativa per realitzar el seu projecte basat en una organització participativa i democràtica amb l'objectiu d'intentar garantir la independència de la publicació respecte de poders econòmics i polítics.
El 70% del capital està en mans dels socis treballadors: Andreu Missé, Pere Rusiñol, Mariana Vilnitzky, Ariadna Trillas, Andrea Bosch, Nadia Chehabi i Juan Pedro Velazquez Gaztelu. El 30% restant està distribuït entre els següents socis col·laboradors: Inés Ayala, Josep Borrell, Carles Campuzano, Víctor Casas, Francesc Castanyer, COCETA, Isabel Elbal, Ignacio Escolar, Joaquín Estefanía, Bruno Estrada, Ángel L. Fernández, Ricard Fernández, Guillaume Fourmont, Antonio Franco, Soledad Gallego-Díaz, Juan J.Gómez-Cadenas, Josep Grau, Joan Herrera, Alejandro Inurrieta, Ramón Luque, Enric Lloveras, Josep M. Lloveras, Miquel Miró, Juan Carlos Monedero, Anna Monjo, Margot Pascual, José Sanclemente, Carmen Sánchez, Sebastián Serrano, Vicent Soriano, Joan Subirats, Bernd Toerkel, Ana María Turk, Xavier Vidal-Folch, José María Zufiaur i Alejandro Zurita.
La revista està agermanada amb Alternatives économiques, publicació francesa de divulgació econòmica que té el seu paper en els instituts d'ensenyament. Alternatives économiques, editada igualment per una cooperativa i dirigida per Thierry Pech amb seu a París, és un dels socis de la revista espanyola, amb la qual manté un acord de col·laboració i intercanvi de continguts.

## Situació actual
Alternativas Económicas, amb poc més de 1.000 subscriptors, la majoria d'ells a Espanya, redactada en castellà, va expressar en la seva presentació a Barcelona i a Madrid la seva voluntat d'esdevenir revista de divulgació econòmica de referència del món hispà.
Entre les firmes que escriuen a la revista destaquen Enric González i Octavi Martí, a més de socis col·laboradors com Joaquín Estefanía, Soledad Gallego-Díaz, Xavier Vidal-Folch, Josep Borrell, i experts d'interès com José María Ridao, Ignacio Zubiri, Antonio Argandoña, José Manuel Naredo, Daniel Raventós o Maruja Torres, entre d'altres.